# Norman Del Mar
Norman René Del Mar (* 31. Juli 1919 in London; † 6. Februar 1994 in Bushey, Hertfordshire) war ein britischer Dirigent und Musikschriftsteller.

## Leben

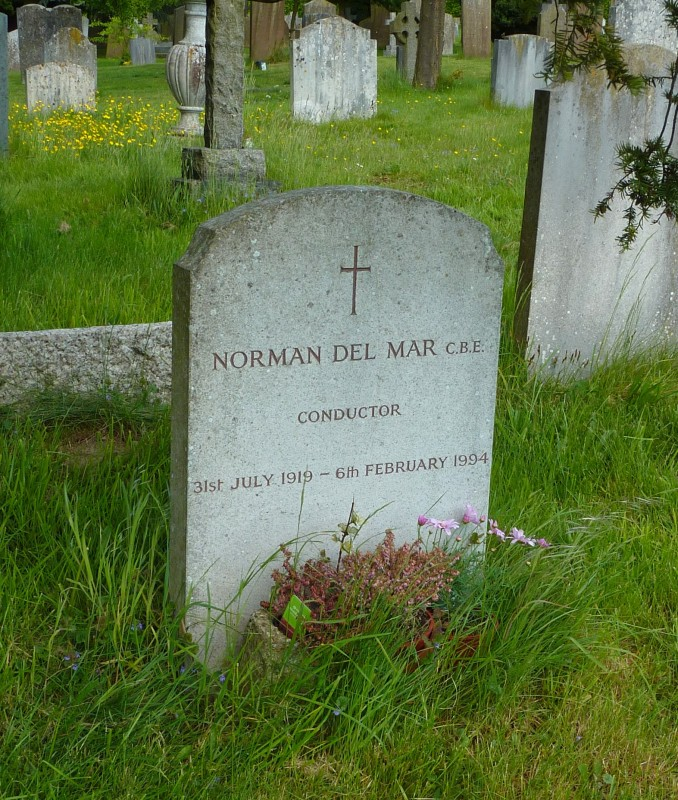
Del Mars Grab in Limpsfield, Surrey

Del Mar war am Royal College of Music Kompositionsschüler von Constant Lambert und Ralph Vaughan Williams. 1947 bis 1951 assistierte er Thomas Beecham am Royal Philharmonic Orchestra, in das er zunächst als Hornist eingetreten war. 1951 bis 1954 leitete er das London Philharmonic Orchestra und 1954 bis 1955 das Yorkshire Symphony Orchestra. Außerdem leitete er die English Opera Group und lehrte bis 1957 an der Guildhall School of Music. 1960 bis 1965 dirigierte er das BBC Scottish Symphony Orchestra und in der Folge zahlreiche weitere britische Orchester. 1972 bis 1990 hatte er eine Professur für Dirigieren am Royal College of Music inne. 1974 bis 1977 wirkte er daneben an der Royal Academy of Music, war 1974 bis 1977 Principal Conductor der Academy of BBC, 1983 bis 1985 Principal Guest Conductor der Bournemouth Sinfonietta und 1985 bis 1988 leitete Del Mar das dänische Aarhus Symfoniorkester.
Der Schwerpunkt seiner Arbeit als Dirigent, die rund 70 Platteneinspielungen dokumentieren,  lag auf Werken der Spätromantik, etwa von Edward Elgar und anderen britischen Komponisten, Gustav Mahler oder Richard Strauss. Neben seiner Dirigiertätigkeit verfasste der 1975 mit dem Order of the British Empire ausgezeichnete Del Mar mehrere Bücher, darunter ein dreibändiges Werk zu Leben und Musik von Richard Strauss, eine Anatomy of the Orchestra und dirigentische, der Musik einzelner Komponisten gewidmete Lehrwerke.
Eine etwa 5.000 Stück umfassende Privatsammlung Del Mars von historischen 78er-Schallplatten befindet sich in der Hartley Library der University of Southampton.
Sein Sohn ist der Musikwissenschaftler und Dirigent Jonathan Del Mar.